# Cyclemys enigmatica
Cyclemys enigmatica is een schildpad uit de familie Geoemydidae. De soort werd voor het eerst wetenschappelijk beschreven door Uwe Fritz, Daniela Guicking, Markus Auer, Robert S. Sommer, Michael Wink en Anna K. Hundsdörfer in 2009. Doordat de schildpad vrij recentelijk is beschreven, wordt de soort in veel literatuur niet vermeld.
Cyclemys enigmatica komt voor in delen van Azië; in Indonesië, het zuidelijke deel van het Maleisisch Schiereiland en de Grote Soenda-eilanden. Over de levenswijze en biologie is vrijwel niets bekend.